# Иљушин Ил-96
Иљушин Ил–96 (рус. Ильюшин Ил–96) је широкотрупни путнички авион. Развијен је на основу Ил–86 али за разлику од њега има нове моторе, нова крила и модернију технологију. Развијене су три варијанте Ил–96–300, Ил–96–400 и Ил–96М/Т.

## Пројектовање и развој
У првој половини 1970-их година, дакле у време стварања првог совјетског широкотрупног авиона за средње линијски авио саобраћај Иљушина Ил-86 у Авио комплексу Иљушин се приступило претпројектовању широкотрупног авиона за дуголинијски авио саобраћај. Потреба да се направи такав авион је одређена сталним порастом броја путника на дугим линијама како у Совјетском Савезу тако и широм света. Ови авиони великог капацитета су смањили број летова између градова што је проузроковало рационализацију како у коришћењу авио-парка тако и аеродрома. Наиме, смањује се време чекања на полетање и слетање авиона, лакше проналажење места за авион на писти, пристанишној згради или ваздушном простору, што значи да су и еколошки повољнији.
Логично је било да кад се у једном бироу пројектују два широкотрупна авиона они буду веома слични јер се на тај начин врши рационализација како процеса пројектовања авиона тако и касније при производњи јер се коришћењем модуларног принципа градње могу постићи већа серијност а тиме и знатно смањити трошкови производње. То се десило и у овом случају код авиона Ил-86 и Ил-96. За разлику од средње линијског авиона дуголинијски авион се разликује углавном у повећању резервоара за гориво и повећању конфора за путнике. С обзиром да је пројектовање и производња ових авиона била временски померена (авион Ил-96 је каснио за Ил-86) а развој аеро-наутике енормно напредовао, новитети су уграђивани у Ил-96 тако да је он био много економичнији и модернији авион од свог претходника (Ил-86). Многи стручњаци тврде, иако се користе делови авиона Ил-86, да је то потпуно нови пројект авиона (паралела Боинг 707 и Боинг 727).
Пројектни задатак за авион који је касније добио ознаку Иљушин Ил-96 изгледао је овако: Авион треба да користи полетно слетне стазе највеће дужине 3.200 m, треба да има брзину крстарења од 850 до 900 km/h, и долет 9.000 до 11.000 km са 15 до 30 t комерцијалног терета, да има 300 путничких места.

### Технички опис
Ил-96 је ниско/средње крилни авион, опремљен са четири турбомлазна мотора Соловьев ПС-90А који су причвршћени на гондолама испод стреластих крила. Крило је потпуно нове конструкције у односу на Ил-86, са супер критичним нападним угловима, а на крајевима крила налазе се винглете. Авион има кружни пресек трупа пречника 6,08 m под притиском, има девет седишта у једном реду и два уздужна пролаза дуж кабине довољно широки да се могу мимоићи путник и стјуардеса са колицима. Путнички простор у авиону, који може да прими највише 300 путника (конфигурација са једном класом), 263 путника (конфигурација са две класе) и 237 путника (конфигурација са три класе), краћи је у односу на свог претходника за 4,5m. Унутрашњост авиона је по хоризонтали подељена палубом на горњој палуби се налази путнички простор, а на доњој је простор за смештај путничког пртљага и карго простор. Код верзија авиона са већим бројем места (Ил-96-400 и Ил-96-550) путници су смештени на обе палубе.
Стајни трап има четири ноге, предња носна нога има два точка а друге три, основне ноге стајног трапа имају по четири точка. Две основне ноге стајног трапа се налазе испод крила а централна (средишња) нога испод трупа авиона. Четрнаест ниско притисних гума омогућује безбедно слетање авиона Ил-96 и на писте лошијег квалитета.
Авион Ил-96 је опремљен модерном руском авиоником која не заостаје за најмодернијим решењима западних произвођача, има шест колор ЛЦД мултифункционална дисплеја, даљински електронски систем управљања, инерцијални навигациони систем, систем за избегавање судара у ваздуху, опрему за сателитску навигацију, комуникациони ВХФ систем са опсегом фреквенци од 8,33 до 25 kHz, има опрему за лет у РВСМ условима. Сва ова опрема омогућава да се авион може користити у Европи и Северној америци које имају најстроже услове за ваздушну пловидбу.

### Варијанте
- Ил–96–300 је први пут полетео 28. септембра 1988, а у редован саобраћај је ушао 1993. године. Први корисник је била руска авио-компанија Аерофлот. За разлику од Ил-86, из којег је развијен, има за око 5 m краћи труп и нове Авиодвигатељ ПС-90А моторе, који троше знатно мање горива — 7,5 t/h, што му омогућава долет од 13.000 km. Авион може да прими 300 путника. Два авиона овог типа се користе као званични авиони Председника Руске Федерације, а један председника Кубе.
- Ил–96М је варијанта са 10 метара дужим трупом и америчким Pratt & Whitney PW2337 моторима и авиоником. Авион прима 420 путника и има долет од 10.400 km. Први прототип је полетео 6. априла 1993. Произведено је само 2 прототипа пре него што је рад на пројекту прекинут због престанка финансијских средстава.
- Ил–96Т је транспортна варијанта авиона Ил–96М која за погон користи четири мотора Авиадвигател ПС90-А1
- Ил–96–400 за разлику од варијанте Ил–96М користи четири мотора Авиадвигател ПС90-А1. Може да прими до 435 путника (конфигурација са једном класом), 386 путника (конфигурација са две класе)и 315 путника (конфигурација са три класе),.
- Ил–96–550 за разлику од варијанте Ил–96-300 користи четири мотора са потиском 180/220 kN. У двопалубном трупу могао је да прими 550 путника, 190 на горњој а 360 путника на доњој палуби.

#### Спецификације
| Карактеристика        | Ил–96–300           | Ил–96М/Т                | Ил–96–400М/Т |
| --------------------- | ------------------- | ----------------------- | ------------ |
| Први лет              | 28. септембра 1988. | 6. априла 1993.         | —            |
| Први комерцијални лет | 1993.               | —                       | —            |
| Размах крила          | 60,1                | 60,1                    | 60,1         |
| Дужина                | 55 m                 | 64                      | 64           |
| Висина                | 17,55 m              | 15,72                   | 15,72        |
| Површина крила        | 391,6               | 391,6                   | 391,6        |
| Тежина празног авиона | 40.000 kg             | 58.000                  | 58.000       |
| Максимална тежина     | 216.000 kg            | 270.000 kg                | 265.000      |
| Капацитет (1 класа)   | 300                 | 435                     | 435          |
| Посада                | 2                   | 2                       | 2            |
| Економска брзина      | 900                 | 870                     | 870          |
| Максимална брзина     | 910 km/h                | 900                     | 900          |
| Плафон лета           | 13.100              | 13.100                  | 13.100       |
| Долет                 | 7.500 km              | 12.800 km                 | 10.000       |
| Мотори                | 4 × ПС-90A          | 4 × Прат енд Витни 2337 | 4 × ПС-90A-1 |
| Потисак               | 4 × 160 kN          | 4 × 170 kN              | 4 × 174 kN   |

## Оперативно коришћење
Рад на пројекту је отпочео 1985. године, први пробни лет је обављен 28. септембра 1988, сертификат за цивилну пловидбу је добио 29. децембра 1992. године, а у редовни авио саобраћај је укључен јула 1993. године. до сада је произведено укупно 24 летелице. Оперативно се користи на редовним линијама Аерофлота и Кубане, чартер компаније га користе за превоз руских туриста на годишњи одмор и ту је потпуно замени свог претходника Ил-86, такође се оперативно користи карго верзија овог авиона. Председници република Русије и Кубе користе ове авионе као председничке.
Каква ће бити даља судбина овог авиона сада се тачно не зна, Министар индустрије и трговине Русије Виктор Кристенко је 11. августа 2009. године изјавио да ће се обуставити производња широкотрупних путничких авиона и да ће се убудуће производити само транспортна верзија овог авиона Ил-96-400, а да ће се фабрика авиона у Вороњежу (која послује сада у саставу УАК) усредсредити на производњу регионалних авиона какви су Ан-148 и Ил-114.

## Земље које користе овај авион
| - Бразил - Куба - Кина - Венецуела - Иран - Перу - Русија |

## Галерија
- Авион Иљушин Ил–96-300 на аеродрому
- Авион Иљушин Ил–96Т
- Авион Иљушин Ил–96-400Т на изложби МАКС-2009.
- Кокпит авиона Иљушин Ил-96
- Контрола стајног трапа авиона Иљушин Ил-96